# Kálmán Konrád
Kálmán Konrád, född 23 maj 1896 i Bácspalánka, Habsburgska riket, död 10 maj 1980 i Stockholm, Sverige, var en ungersk fotbollsspelare och tränare. 

## Meriter som tränare
Malmö FF
- Allsvenskan (2): 1949, 1950